# Ocyptamus zilla
Ocyptamus zilla är en tvåvingeart som först beskrevs av Hull 1943.  Ocyptamus zilla ingår i släktet Ocyptamus och familjen blomflugor. Inga underarter finns listade i Catalogue of Life.